# Carleton-York
Circonscription électorale provinciale du Canada
Carleton-York est une circonscription électorale provinciale du Nouveau-Brunswick, au Canada. Elle est représentée à l'Assemblée législative depuis 2014.

## Géographie
La circonscription comprend :
- les villes de Woodstock et Nackawic ;
- les villages de Meductic, Canterbury, Millville et Harvey ;
- la communauté de Dumfries ;
- la paroisse de Dumfries.

## Liste des députés
| Législature                                                         | Années      | Député | Député        | Parti                     |
| ------------------------------------------------------------------- | ----------- | ------ | ------------- | ------------------------- |
| Carleton-York Circonscription issue de York-Nord, Woodstock et York |             |        |               |                           |
| 58e                                                                 | 2014-2018   |        | Carl Urquhart | Progressiste-conservateur |
| 59e                                                                 | 2018-2020   |        | Carl Urquhart | Progressiste-conservateur |
| 60e                                                                 | 2020-2024   |        | Richard Ames  | Progressiste-conservateur |
| 61e                                                                 | 2024-actuel |        | Richard Ames  | Progressiste-conservateur |